# Ogamsko pismo
Ogamsko pismo (irski: ogham, srednjoirski: ogum) alfabet je koji je korišten u ranom Srednjem vijeku za zapisivanje „primitivnoga” oblika staroirskoga jezika, tzv. ogamskoga jezika, (4. – 6. st.) a kasnije i staroirskoga kao takvog (6. – 9. st.). Očuvano je oko 400 zapisa iz prvog od ta dva razdoblja u Irskoj i na zapadu Britanije, mahom na jugu Munstera. Izvan Irske, najveći broj zapisa pronađen je u Pembrokeshireu u Walesu. Većina zapisa sastoji se od osobnih imena.
Prema srednjovjekovnom Bríatharogamu, popisu značenja slova ogamskoga pisma, ogamskim slovima se u velikoj mjeru pripisuju imena raznih vrsta stabala. Etimologija same riječi ogam/ogham nije poznata. Jedna od teorija ju povezuje s irskim izrazom og-úaim koji znači „točkasta brazda”, poput one koju se načini vrškom oštrog oružja.
Nije poznato odakle se ogamsko pismo pojavilo. Mnogi istraživači i filolozi smatraju da predstavlja šifriranu inačicu nekog drugog pisma, osobito zbog pojave slova za /h/ i /z/, glasove koji se u staroirskom nisu pojavljivali. Većina njih tako smatra da je ogamsko pismo poteklo od latinice, ali naširoko su zagovarane i teorije starog futharka te grčkog alfabeta. Latinicu se stavlja na čelo teorije zbog toga što je bila izrazito raširena u 4. st. (u doba kad je ogamsko pismo vjerojatno nastalo) i utjecaj na keltske narode se za nju najlakše opravdava, pogotovo s obzirom na uporabu u rimskoj provinciji Britanije. Naspram toga, rune nisu bile znatno proširene ni kontinentalnom Europom u 4. stoljeću, ali bi objasnile zapisanu distinkciju između glasova /u/ i /w/ koja nije bila prisutna ni u latinskomu niti u grčkomu jeziku.

## Legende
Prema kronici Lebor Gabála Érenn („Knjiga o zauzimanju Irske”) iz 11. stoljeća, ogamsko pismo i gaelski jezik osmislio je legendarni skitski kralj Fénius Farsa, što tvrde i Auraicept na n-Éces („Učenjački molitvenik”) i mnoge druge folklorne priče. Prema priči iz Auraicepta, Fénius je s Goídelom mac Ethéoirom, Íarom mac Nemom i svitom od 72 učenjaka doputovao do Babilonske kule kako bi proučili ondašnje jezike. Saznavši da su se govornici razišli, Fénius je poslao učenjake da ih prouče dok on koordinira projekt iz kule. Nakon deset godina izučavanja, Fénius je izdvojio najbolja obilježja svih jezika i stvorio in Bérla tóbaide (hrv. „Odabrani jezik”), nazivajući ga goidelskim (staroirski: Goídelc, irski: Gaeilge) prema Goídelu mac Ethéoiru. Dodatke goidelskomu nazvao je prema sebi (Bérla Féne), Íaru mac Nemi (Íarmberla) i ostalim učenjacima. Zatim je stvorio beith-luis-nin kao savršeno pismo za te nove jezike, a slova su imena dobila prema 25 najboljih učenjaka pod njegovom vladavinom.
Ogamski traktat (irski: In Lebor Ogaim) pak tvrdi da je pismo osmislio keltski bog Ogma. Prema toj legendi, Ogma je bio vješt govornik i pjesnik te je načinio pismo za učene ljude. Zatim je prva poruka napisana na ogamskomu pismu bila sedam slova B na brezi kao upozorenje bogu umijeća Lugu: „žena će ti sedam puta biti dovedena na Onaj svijet ako ju breza ne zaštiti.” Tako je slovo B dobilo značenje „breza” (irski: beith), a traktat navodi kako su sva slova dobila imena po vrstama stabala, što i Auraicept navodi kao alternativu imenima Féniusovih sljedbenika.

## Beith-luis-nin
Beith-luis-nin je ogamski ekvivalent izraza „abeceda”, nastao od prva tri slova. U skladu s time, termin „ogamsko pismo” odnosi se na način pisanja i oblik slova.
S obzirom na to da je poredak prvih pet slova tipično BLFSN, istraživač Robert A. S. Macalister smatrao je da je poredak izvorno glasio BLNFS. Na taj je način pokušao povezati beith-luis-nin s inačicom grčkog alfabeta iz 6. i 5. st. pr. Kr. u Sjevernoj Italiji. Za to, međutim, nema dokaza, a Macalisterove teorije više se ne drže kao vrijedne razmatranja. Druge teorije zamijenile su mjesto Macalisterove. Jedna od njih nalaže da riječ nin, u doslovnom prijevodu „rašljasta grana”, značila slovo, potkrepljujući tu tvrdnju ogamskim zapisima gdje je tako korištena. Prema tome bi izraz beith-luis-nin značio „slova beith-luis”. Druga teorija smatra da bi izraz mogao biti kratica prvih pet slova, izvorno glaseći beith-LVS-nin (slovo ekvivalentno <F> je u ogamskom pismu označavalo glas /w/).
Beith-luis-nin se isprva sastojao od dvadeset različitih znakova zvanih feda, posloženih u četiri slijeda zvanih aicmí (hrv. „obitelji”). Svaki je aicme ime dobio prema prvom slovu koje mu pripada (npr. Aicme Beithe, B skupina, Aicme hÚatha, H skupina). U rukopisima je kasnije dodano još pet slova, zvanih forfeda, kako bi se beith-luis-nin nadopunio za glasove staroirskoga koje dotad nije zapisivao.
Ogamski traktat navodi oko 100 varijanti ogamskoga pisma, pri čemu se i mlađi futhark spominje kao „vikinški ogam” (varijante br. 91 i 92)
Aicmí su:
- urezi na desno / dolje:
  1. B, beith, /b/ (*rekonstrukcija primitivnoga staroirskoga, značenje prema McManusu[14][15] ili Auraiceptu: *betwi-s, breza)
  2. L, luis, /l/ (*lubsti-, plamen ili jarebika)
  3. F, fearn, /w/ (*wernā, joha)
  4. S, saille, /s/ (*salik-s, vrba)
  5. N, nuin, /n/ (viljuška ili jasen)
- urezi na lijevo / gore:
  1. H, úath, /j/ (*osato-, strah ili bijeli glog)
  2. D, duir, /d/ (*darek-s, hrast)
  3. T, tinne, /t/ (ingot ili božikovina)
  4. C, coll, /k/ (*koslas, lijeska)
  5. Q, cert, /kʷ/ (*kʷer/x/tā, krpa ili jabuka)
- dijagonalni urezi:
  1. M, muin, /m/ (potiljak, varka, ljubav ili loza)
  2. G, gort, /g/ (*gorto-s, polje ili bršljan)
  3. NG, gétal, /gʷ/ (*gʷēdtlo-, ubojstvo, žutilovka ili papratnjača)
  4. Z, straif, /sʷ/ ili [c/ (sumpor ili trnina)
  5. R, ruis, /r/ (*rudsti-, crvenilo ili bazga)
- ravni urezi / samoglasnici:
  1. A, ailm, /a/ (bor)
  2. O, onn, /o/ (*osno-, jasen ili štipavac)
  3. U, úr, /u/ (zemlja ili vrijesak)
  4. E, edad, /e/ (jasika)
  5. I, idad, /i/ (tisa)
- forfede:
  1. EA, ébad, /ea, k, x, eo] (jasika)
  2. OI, óir, /oi/ (zlato ili kurika)
  3. UI, uillenn, /ui/ (lakat ili kozokrvina)
  4. IA, ifín, /ia/ (ribiz)
  5. X/AE, emancholl, /x, ai/ (blizanac lijeske)

Razlog iz kojega forfede imaju značenja dvoglasa i suglasnika jest taj što je aícme prenamijenjen u kasnijim rukopisima. U ranim zapisima samo se ébad pojavljuje učestalo, i to kao glas /k/ u riječi koi (ogam: ᚕᚑᚔ, „ovdje”), dok druge forfede (izuzev emancholla) imaju samo po jedan zapis. Zbog ograničene uporabe, ogamisti su u rukopisima forfede prenamijenili su dvoglase, pritom potpuno mijenjajući značenja za pín i emancholl. S obzirom na to da je time beith-luis-nin izgubio slovo za glas /p/, uvedeno je novo slovo, peithboc („meko B”), koje se pojavljuje isključivo u rukopisima.

## Primjeri
| ogamski zapis                                         | transliteracija                                   | prijevod                                      | izvor                                              |
| ----------------------------------------------------- | ------------------------------------------------- | --------------------------------------------- | -------------------------------------------------- |
| ᚛ᚁᚔᚃᚐᚔᚇᚑᚅᚐᚄᚋᚐᚊᚔᚋᚒᚉᚑᚔ᚜᚛ᚉᚒᚅᚐᚃᚐ[ᚂᚔ]᚜                     | BIVAIDONAS MAQI MUCOI CUNAVA[LI]                  | [Kamen] Bivaidonasov, sina plemena Cunava[li] | ogamski kamen iz Ballaqueeneyja, Otok Man          |
| ᚛ᚂᚓᚌᚌ[--]ᚄᚇ[--]ᚂᚓᚌᚓᚄᚉᚐᚇ᚜ ᚛ᚋᚐᚊ ᚉᚑᚏᚏᚁᚏᚔ ᚋᚐᚊ ᚐᚋᚋᚂᚂᚑᚌᚔᚈᚈ᚜ | LEGG[--]SD[--]LEGESCAD MAQ CORRBRI MAQ AMMLLOGITT | Legescad, sin Corrbriasov, sin Ammllogittov   | ogamski kamen iz Breastagha, grofovija Mayo, Irska |

## Neopoganstvo
Suvremeni New Age i neopoganski pokreti pridržavaju se teorije Roberta Gravesa opisane u knjizi Bijela božica (engleski: The White Goddess), većinom derivirane iz Macalisterovog rada i ideja. Graves smatra da je ogamsko pismo kodirano vjerovanjima poteklim s Bliskog istoka u kameno doba i orijentiranim oko štovanja božice Mjeseca. Razloživši ekstenzivnu teoriju o povezanosti Europskih naroda, pjesništva i praksi s drevnim religijskim kultom muze, Graves na temelju tradicije nazivlja stabala nalaže da poredak slova u beith-luis-ninu predstavlja drevni kalendar godišnjih doba povezan s magijom stabala. Te su teorije neprihvaćene među znanstvenicima, uključujući i Macalistera, ali su opstale u krugovima neopoganstva. Time je i Macalisterov BLNFS poredak slova među neopoganima smatran „ispravnim” unatoč tome što ga istraživači smatraju neopravdanim.
Primarna svrha ogamskoga pisma među neodruidistima i ostalim neopoganskim vjerovanjima jest proricanje. Prva zabilježena uporaba za proricanje potencijalno se nalazi u priči Tochmarc Étaíne („Zavođenje Étaína”), u kojoj druid Dalan na četiri štapića tise napiše ogamska slova. Prema nekima, način na koji zatim upotrebljava štapiće predstavlja proricanje budućnosti. Priča, međutim, ne spominje kako su štapići korišteni niti kako bi ih se trebalo interpretirati, zbog čega dopušta različita tumačenja. U sklopu neopoganstva razvijena je i nova metoda proricanja. Proriče se tako da se štapiće baci na krpu označenu uzorkom, poput Finnovog prozora (irski: Fege Find), a zatim interpretira mjesta na koja padnu. Značenja koja se pridaju u suvremenim metodama proricanja poput navedene najčešće se temelje na poveznicama slova i stabala kakve navodi Auricept gdje je svakom slovu određena vrsta stabla ili biljke. Te su poveznice sa stablima zatim proširene na druga značenja. Unatoč tomu što mnogi danas značenja povlače iz narodne predaje, Gravesova knjiga svejedno ima znatan utjecaj na metode i vjerovanja kojima se koriste neopogani.